# وندرست
وندرست (به فرانسوی: Vendrest) یک کمون در فرانسه است که در Canton of Lizy-sur-Ourcq واقع شده‌است.

## خصوصیات
وندرست ۱۷٫۷۳ کیلومترمربع مساحت و ۷۱۱ نفر جمعیت دارد.